# Alba (okręg Botoszany)
Alba – wieś w Rumunii, w okręgu Botoszany, w gminie Hudești. W 2011 roku liczyła 1406 mieszkańców.